# Azure Cove
Die Azure Cove (englisch; französisch Baie d’Azure ‚Blaue Bucht‘; in Argentinien Bahía Azure und Bahía Zapiola; in Chile Bahía Riquelme und Bahía González Pacheco) ist eine 1,5 km tiefe Bucht an der Danco-Küste des Grahamlands auf der Antarktischen Halbinsel. Sie liegt unmittelbar östlich der Cangrejo Cove im südwestlichen Teil der Flandernbucht bzw. auf der Nordseite der Kiew-Halbinsel.
Entdeckt wurde sie bei der Belgica-Expedition (1897–1899) unter der Leitung des belgischen Polarforschers Adrien de Gerlache de Gomery. Dieser benannte sie nach dem Farbeindruck, den er von der Umgebung der Bucht bei der Ankerung seines Schiffs Belgica in der Abenddämmerung erhielt. Das UK Antarctic Place-Names Committee überführte am 23. September 1960 die ursprüngliche Benennung ins Englische. Namensgeber der zweiten argentinischen Benennung ist José Matías Zapiola (1780–1874), ein argentinischer Freiheitskämpfer an der Seite von José de San Martín. Namensgeber der chilenischen Benennungen sind Ernesto Riquelme (1852–1879), ein Protagonist der Seegefechte von Iquique und von Punta Gruesa im Jahr 1879 an Bord der Korvette Esmeralda unter Arturo Prat sowie Korvettenkapitän Pedro Fernando González Pacheco, Leiter der Arturo-Prat-Station im Jahr 1961, der am 9. April desselben Jahres bei einem Absturz vom López-Nunatak ums Leben kam.